# Балкански ек (1900)
Вижте пояснителната страница за други значения на Балкански ек.
„Балкански ек“ е български вестник в София, редактиран от Коста Шахов и излизал в 1900 година.
Подзаглавието му е Орган за политика, книжнина, икономия, финанси, търговия, земеделие, индустрия и съобщения. Вестникът излиза три пъти в седмицата. Печата се в печатницата на Иван К. Цуцев. Излизат 6 броя.
| Годишнина | Броеве | Дата                        |
| --------- | ------ | --------------------------- |
| І         | 1 – 6  | 12 март 1900 – 24 март 1900 |

Вестникът се занимава с Македонския въпрос като защитава идеята за Автономия на Македония и Одринско.